# 金盆水库
金盆水库是中国湖北省孝感市孝昌县境内的一座水库，位于怀水支流上，建于1953年。水库正常库容为1340万立方米，集雨面积为27平方千米，海拔为71.83米。